# 甲酸铀酰
甲酸铀酰是铀的甲酸盐之一，化学式为UO2(HCOO)2，对光敏感。它存在无水物和一水合物。无水物在水中水解，生成碱式盐UO2(HCOO)2·UO3·2H2O，如果在水中加热至沸腾，会生成UO3·H2O。它高温下可以分解，生成U3O8。